# Río Arakawa
El Arakawa (荒川, Ara-kawa) es un río japonés de la región de Kantō, en la parte central la isla Honshū. Su longitud es de 173 km y la superficie de su cuenca es de 2.940 km². Es uno de dos grandes ríos de la llanura de Kantō junto con el río Tone, que discurre por la parte oriental de la llanura. La megápolis de Tokio se encuentra en su desembocadura, que sirve de límite entre Edogawa y Kōtō, dos de sus 23 Barrios Especiales.

## Curso
El nacimiento del río, dentro de la prefectura de Saitama, se encuentra al noreste del monte Kobushi (甲武信ヶ岳, Kobushi-ga-dake), un pico de 2.475 m s. n. m. en el límite con las prefecturas de Yamanashi al sur y Nagano al oeste. El Arakawa discurre desde su nacimiento hacia el este, dentro del parque natural de Chichibu-Tama-Kai, hasta la planicie de Chichibu, luego hacia el norte, hasta el valle de Nagatoro, y nuevamente corre hacia el este, hasta Yorii, en la llanura de Kantō. En Kumagaya cambia la dirección hacia el sur. En Kawagoe, se une a su principal afluente por la derecha, el Iruma. En el límite de las prefecturas de Saitama y Tokio (en el área de Iwabuchi del Barrio Especial de Kita), a solo 5 m s. n. m., el río fue derivado al este para evitar las continuas inundaciones del centro de la capital histórica de Edo. El río Sumida, que parte de este punto, es el antiguo cauce del Arakawa y ambos desembocan en la bahía de Tokio, al este de la ciudad.
En el curso alto del Arakawa y sus afluentes de cabecera, existen varios embalses para el suministro de agua al área metropolitana: La presa de Futase crea el embalse de Chichibu. La presa de Urayama crea el embalse de Sakura. La presa de Takizawa en el río Nakatsu, recientemente construida, se está embalsando en la actualidad.

### Ciudades principales de su curso
| - Prefectura de Saitama: - Chichibu - Distrito de Chichibu - Minano - Nagatoro - Yorii - Kumagaya - Kōnosu - Kitamoto - Okegawa - Ageo - Saitama - Toda |  | - Prefectura de Tokio: - Kita - Adachi - Katsushika - Sumida - Kōtō - Edogawa |

### Afluentes
| - Río Nakatsu (中津川) - Río Akahira (赤平川) - Río Ichino (市野川) - Río Koma (高麗川) - Río Toki (都幾川) - Río Oppe (越辺川) - Río Iruma (入間川) - Río Kamo (鴨川) |  | - Río E (江川) - Río Kōnuma (鴻沼川) - Río Kurome (黒目川) - Río Shingashi (新河岸川) - Río Yanase (柳瀬川) - Río Karabori (空堀川) - Río Shiba (芝川) - Río Sumida (隅田川) |

## Historia
El Arakawa fue, en tiempos históricos, un afluente del río Tone hasta el período Muromachi (siglos XIV-XVI). Hasta entonces, su curso seguía hacia el sureste más allá de Kumagaya y se unía al río Tone en Yoshikawa, pues en esa época el río Tone desembocaba en la bahía de Tokio. Paralelo al curso del Tone corría el río Watarase (actualmente afluente del Tone por la izquierda), que también desembocaba en la bahía de Tokio, siguiendo el curso de lo que ahora es el río Edo. Entre el Tone y el Watarase se situaba el río Naka. El curso bajo del actual Arakawa era por entonces el cauce del río Iruma, actualmente uno de sus principales afluentes por la derecha. Los cauces de los cursos bajos del río Iruma, del Arakawa, del Tonegawa, del río Naka y del Watarasegawa cambiaban frecuentemente y las aguas se salían de cauce. La agricultura en el sur de la llanura de Kantō era muy difícil debido a las inundaciones.
Esta situación cambió cuando el shōgun Tokugawa Ieyasu fijó en la ciudad de Edo (la Tokio de hoy), la nueva capital del Japón al comienzo del período Edo, a principios del siglo XVII. 
El shogunado del período Edo impulsó el control de los ríos de la llanura de Kantō, tanto para beneficiarse del cultivo de la tierra como del transporte ribereño de mercancías. Tokugawa Ieyasu nombró a Ina Tadatsugu (伊奈忠次) como Kantō Gundai (関東郡代, gobernador civil del Kantō rural). Tadatsugu y los sucesores de su clan, como Ina Tadaharu (伊奈忠治), supervisaron numerosas obras públicas en etapas múltiples y complejas para domar los ríos de la llanura de Kantō. 
En 1621 el río Tone derivó primero su curso inferior al cauce del río Watarase. Tadaharu dividió el Tonegawa y el Arakawa en 1629, desde entonces el Arakawa tuerce al sur en Kumagaya y ha capturado al río Iruma a la altura del barrio de Nishi en el distrito urbano de Saitama. En 1641 el nuevo curso medio del Tone (y viejo curso bajo del Watarase) se desplazó un poco al este en lo que es el río Edo de hoy en día. Posteriormente, el río Tone cambió su curso al río Hitachi y luego al río Kinu. Estas obras crearon muchos ríos pequeños a modo de desagües, y acequias de riego para los arrozales. Los nuevos cursos del Ara, Tone y Edo se utilizaron también como canales de agua para transporte de las mercancías de los distritos rurales. Los barcos transportaron los artículos agrícolas de Tōhoku y Kantō hasta la capital, Edo, y viceversa con los productos manufacturados en la capital. El shogunado estuvo muy satisfecho del resultado de estas obras hidráulicas.
El cauce del Arakawa en las cercanías de la capital Edo era, en el período Edo, el curso del río Sumida actual (a su vez, el curso final del río Tone histórico), pues era así como los habitantes de Edo llamaban al curso bajo del río Ara. Muchos literatos y poetas de Edo escribían sobre el río Sumida, pero en realidad se estaban refiriendo al río Ara por otro nombre; en esa época, el 'río Sumida' tenía un cauce más grande que el actual. Las inundaciones seguían siendo frecuentes durante ese período histórico. El shogunado dejó una parte de área rural que rodeaba Edo sin protección de diques de contención para que las aguas crecidas se desbordasen hacia esa área y así no traspasara los diques inundando la ciudad. Como la velocidad del agua durante la inundación era lenta (al tener que dispersarse por un área mayor), esta estrategia no costaba muchas vidas humanas. El shogunado no recogía impuestos y ayudaba a los habitantes del área dañada después de cada desastre. 
El Arakawa y su afluente, el río Shingashi, fueron importantes para el transporte fluvial desde y hacia Tokio, hasta el desarrollo del ferrocarril a fines del siglo XIX. 
La actual forma del curso bajo del Arakawa es el producto de la planificación en la era Meiji del llamado "Canal de Transferencia del Río Ara", que comenzó a construirse en 1911 y fue terminado en 1930. Desde entonces se dotó al Arakawa de un amplio cauce y un fuerte dique, aprovechando el tramo final y desembocadura del río Naka, que a su vez fue trasladado más al este. El "Canal de Transferencia del Río Ara" pasó a ser el último tramo del río Ara tal como se presenta en la actualidad desde 1965. Desde entonces, el anterior curso final abandonado por el Arakawa pasó a ser de forma oficial el río Sumida.
El Arakawa, como río principal de la capital de Japón, está hermanado con el río Potomac de los Estados Unidos de América.